# Certificaat duurzaam bosbeheer
Een certificaat voor duurzaam bosbeheer, ook wel verantwoord bosbeheer genoemd, wordt afgegeven door een certificatie-instelling. Het dient als bewijs dat het bosbeheer van een bepaald bosgebied voldoet aan de eisen die de certificatie-instelling of certificeringsinstelling daaraan stelt. De eisen zijn vastgelegd in een standaard voor duurzaam bosbeheer.  Omdat veel consumenten bij de aankoop van bosproducten zeker willen weten dat deze producten uit een duurzaam beheerd bos afkomstig zijn, is de behoefte aan certificaten de laatste jaren gegroeid. 

## Certificeringssysteem
Certificeringssystemen voor duurzaam bosbeheer bestaan uit drie elementen: 
De standaard volgens welke het bosbeheer wordt beoordeeld.De standaard [norm (standaard)] omvat doorgaans eisen betreffende sociale, ecologische en economische aspecten. Een belangrijke eerste eis in de meeste standaarden is dat het bosbeheer in overeenstemming is met de relevante nationale wetgeving. De eisen zijn meestal geformuleerd in de vorm van Criteria en Indicatoren, al dan niet als nadere uitwerking van Principes. De meeste standaarden omschrijven een absoluut kwaliteitsniveau waaraan het bosbeheer moet voldoen. Er zijn echter ook standaarden die een verbeteringstraject weergeven dat volbracht moet worden. De standaard en het daarbij behorende certificaat is eigendom van een zelfstandige organisatie die de standaard heeft ontwikkeld en vervolgens bijhoudt.
De certificering, de beoordeling en het verlenen van het certificaat.Een onafhankelijke derde partij, de certificatie-instelling, beoordeelt of het bosbeheer aan de standaard voldoet aan de hand van een certificatieschema. Het certificatieschema geeft aan hoe deze beoordeling, de conformiteitstoets, wordt uitgevoerd. Als de beoordeling uitwijst dat het bosbeheer conform de standaard wordt uitgevoerd, verleent de certificatie-instelling het certificaat.
De accreditatie van de certificatie-instelling.Een accreditatie-instelling verschaft formele erkenning aan de certificatie-instelling om certificaten te verlenen op basis van de conformiteitstoets. Binnen één land is meestal één nationale accreditatie-instelling werkzaam. De nationale accreditatie-instellingen stemmen hun beleid op elkaar af via het Internationaal Accreditatie Forum (IAF). Een certificatie-instelling kan echter ook door de organisatie, die de standaard ontwikkeld heeft, worden gemachtigd tot het certificeren.
De kwaliteit van het certificeringssysteem als geheel wordt onder meer bepaald door: de wijze waarop de standaard is ontwikkeld, de inhoud van de standaard, de samenstelling van besluitvormende organen, de bezwaar- en beroepsprocedures, en de ondubbelzinnigheid van de logo's en verklarende teksten.
Er bestaat een groot aantal nationale certificeringssystemen. Slechts twee systemen zijn wereldwijd van toepassing: het ene van het Forest Stewardship Council (FSC) en het andere van het Program for the Endorsement of Certification Systems (PEFC). Deze systemen onderscheiden zich van elkaar door hun functie.
FSC is een certificeringssysteem zoals hierboven beschreven. FSC is eigenaar van een generieke standaard bestaande uit Principes en Criteria voor verantwoord bosbeheer en een standaard voor de handelsketen. Landen kunnen aan de algemene standaard voor bosbeheer een specifieke, nationale, uitwerking geven door toevoeging van indicatoren en extra criteria. FSC accrediteert zelf certificatie-instellingen voor het beoordelen van conformiteit en het verlenen van het FSC certificaat. 
PEFC is een koepel organisatie voor (nationale) certificeringssystemen. Anders dan FSC beoordeelt PEFC niet rechtstreeks het bosbeheer. PEFC beoordeelt de kwaliteit van nationale certificeringssystemen Zij heeft eisen opgesteld waar certificeringssystemen aan moeten voldoen. Die eisen betreffen onder meer de nationale standaarden voor duurzaam bosbeheer en de handelsketen, het ontwikkelingsproces van de standaarden, de kwaliteit en accreditatie van de certificatie-instellingen. Erkenning door PEFC verschaft het recht aan de nationale certificatie-instellingen om certificaten uit te geven met het PEFC logo.

## Certificaat duurzaam geproduceerd hout
Een certificaat voor duurzaam geproduceerd hout geeft de verzekering dat het betreffende hout afkomstig is uit een bos dat gecertificeerd is voor duurzaam bosbeheer. Elke deelnemer in de handelsketen van de bron, het bos, tot de eindgebruiker dient er voor te zorgen dat het betreffende hout op zijn minst administratief traceerbaar blijft. De organisaties die eigenaar zijn van een bosbeheer standaard hebben in de regel ook eisen opgesteld voor het beheren van de handelsstroom. Certificatie-instellingen dienen er op toe te zien dat partijen in de handelsketen hun organisatie van de houtstromen (Eng.: handling) en hun administratie in overeenstemming met deze eisen hebben ingericht. Zij ontvangen daarvoor een handelsketen-certificaat, in het Engels een “certificate for the Chain of Custody”.

## Certificaat legaal geproduceerd hout
Een certificaat voor legaal geproduceerd hout geeft de verzekering dat het betreffende hout afkomstig is uit een bos waarvan het beheer is gecertificeerd voor het naleven van de relevante wetgeving. Ook hier geldt dat elke deelnemer in de handelsketen ervoor dient te zorgen dat het betreffende hout op zijn minst administratief te volgen blijft. 
Bij legaal geproduceerd hout maakt men wel onderscheid tussen hout van legale herkomst (Eng.: legal origin) en hout dat afkomstig is van een bos waarvan het beheer aan alle relevante wetten voldoet (eng. legal compliance). De eisen die gesteld worden aan legale herkomst beperken zich tot wetgeving die betrekking heeft op het recht tot het kappen van de bomen en de verplichting tot het betalen van beheer- en kaprechten. De eisen voor legal compliance gaan beduidend verder en omvatten ook het voldoen van het bosbeheer aan wetgeving betreffende zaken als arbeidsvoorwaarden en milieu. Rechten op grond van historisch gebruik van lokale en inheemse bevolking worden doorgaans betrokken bij de definitie van de legale herkomst.